# 詹姆斯·惠尔
詹姆斯·惠尔（英語：James Whale，1889年7月22日—1957年5月29日）是一名英國電影導演、戲劇導演和男演員，他職業生涯的大部分時間都在好萊塢度過。他主要以拍攝恐怖電影而知名，包括 《科學怪人》（1931年）、《老黑屋》（1932年）、《隱形人》（1933年）和《科學怪人的新娘》（1935年）都被視為經典之作。惠爾還導演了其他類型的電影，包括1936年電影版的音樂劇《畫航璇宮》。
惠爾出生在伍斯特郡達德利的一個大家庭。他很早就發現了自己的藝術天賦，並學習藝術。隨著第一次世界大戰的爆發，他加入英國陸軍並成為一名軍官。他被德軍俘虜，在當戰俘的時候，他意識到自己對戲劇感興趣。戰爭結束獲釋後，他成為一名演員、布景設計師和導演。他在執導1928年的戲劇《決戰最前線》時獲得成功，這使他移居美國，先是在百老匯執導該劇，然後到加利福尼亞州好萊塢執導電影。他的餘生都生活在好萊塢，其中大部分時間是與他的長期浪漫伴侶、製片人大衛·劉易斯在一起。除了由蒂芙尼電影公司發行的《決戰最前線》（1930年）和由聯美公司發行的《地獄天使》（1930年）之外，他在1931年至1937年期間為環球影業執導了十幾部電影，形成以德國表現主義影響和高度移動的攝像機為特徵的風格。
在其導演生涯的巔峰時期，惠爾執導了《西線歸來》（1937年），這是《西線無戰事》的續集。可能是受到來自納粹德國的政治壓力的刺激，製片廠的干預導致影片被改變了惠爾的設想，而這是一個重大的失敗。隨後，他的票房表現令人失望，雖然他將在1950年拍攝最後一部短片，但到1941年，他的電影導演生涯實際上已經結束。他繼續擔任舞台導演，並重新發現他對繪畫和旅行的熱愛。他的投資使他變得富有，他過著舒適的退休生活，直到1956年中風後奪走了他的活力，使他痛苦不堪。1957年5月29日，他在自家的游泳池中投水自殺，享年67歲。
惠爾在其整個職業生涯中都是公開的同性戀者，這在1920年代至1930年代是非常罕見的。隨著對其性取向的了解越來越廣泛，他的一些電影，特別是《科學怪人的新娘》，被解釋為具有同性戀的潛台詞，有人聲稱他的出櫃導致其職業生涯的結束。

## 外部連結
- 互聯網百老匯資料庫（IBDB）上詹姆斯·惠尔的資料（英文）
- 詹姆斯·惠尔在互联网电影资料库（IMDb）上的資料（英文）